# بلوط ليتوانيا

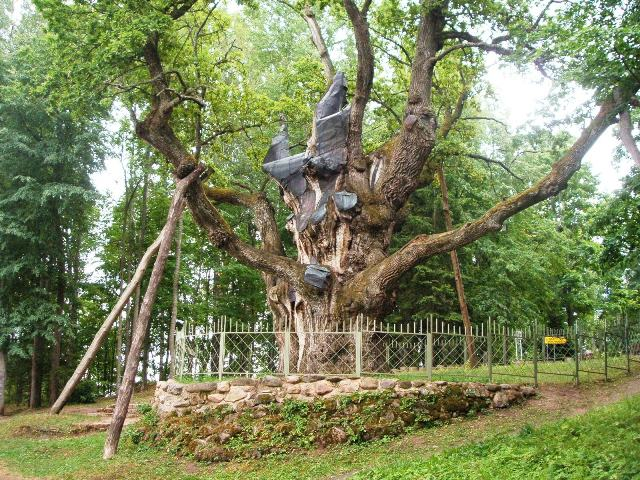
شجرة بلوط ليتوانيا

بلوط ليتوانيا (بالإنجليزية: Stelmužė Oak)، هي شجرة بلوط شائعة تنمو في حديقة بمنطقة زاراساي، ليتوانيا.

## الوصف
- يبلغ قطر شجرة البلوط 3.5 مترًا ومحيطها 13 مترا، يصل إرتفاعها إلى 23 مترًا.

- يُعتقد أن عمرها لا يقل عن 1500 عام، وربما يصل إلى 2000 عام، وهذا يجعلها أقدم شجرة بلوط في ليتوانيا وواحدة من أقدم أشجار البلوط في أوروبا.[3]

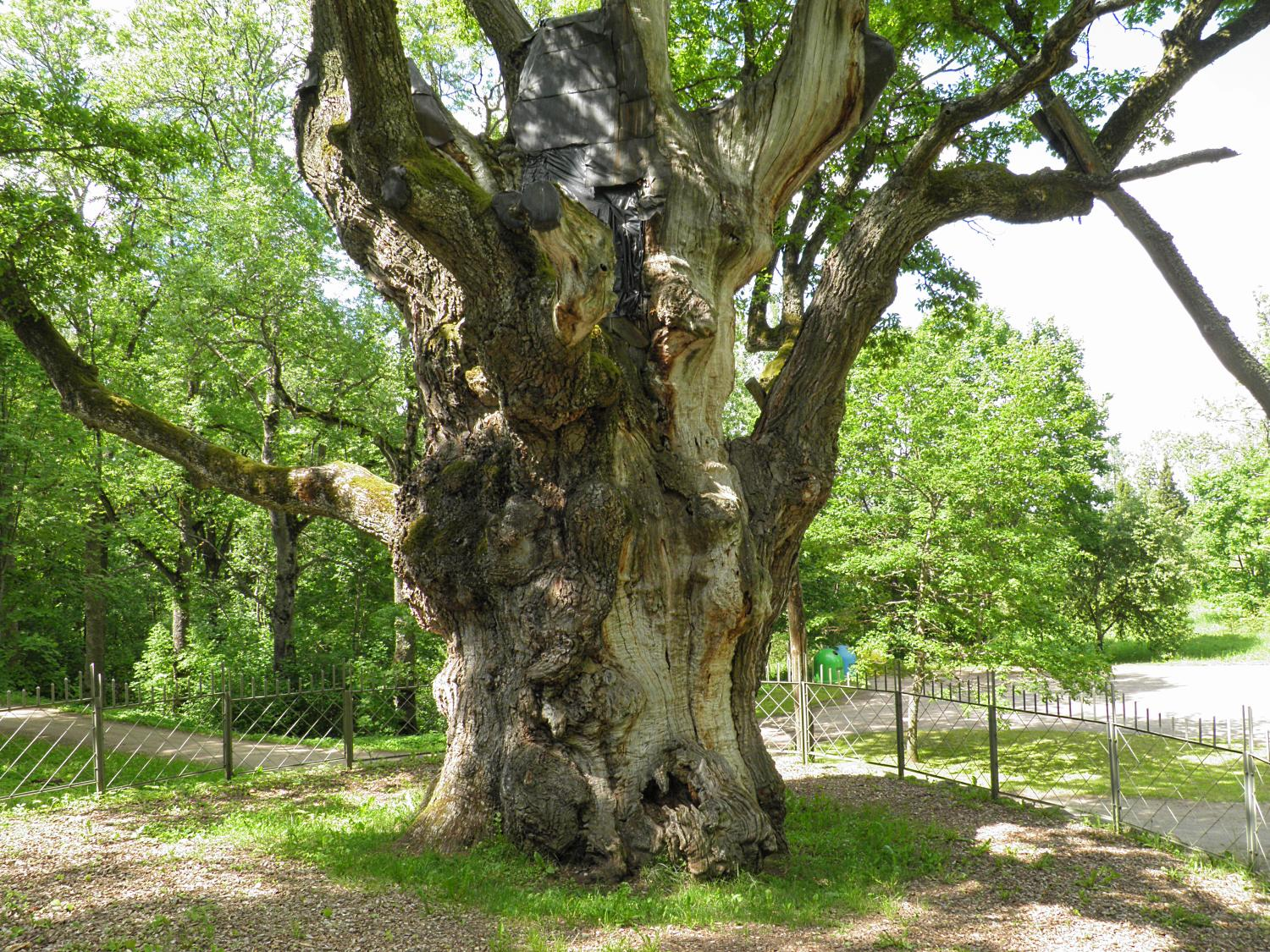
شجرة بلوط معمرة في ليتوانيا

- شجرة بلوط معمرة في ليتوانياتتعرض شجرة البلوط لأضرار بالغة بسبب الالتهابات المختلفة والفطريات والطحالب، تم بحث حالة البلوط وصيانتها بواسطة عالم التشجير التشيكي مارتن نيميك.[4]